# سيسكان (كاهشنغ)
سيسكان (بالإنجليزية: Siskan)‏ هي مستوطنة تقع في إيران في قسم كاهشنغ الريفي. يقدر عدد سكانها بـ 232 نسمة .